# Phronia longinervis
Phronia longinervis är en tvåvingeart som beskrevs av Freeman 1951. Phronia longinervis ingår i släktet Phronia och familjen svampmyggor. Inga underarter finns listade i Catalogue of Life.